# Steppenwolf (Steppenwolf-Album)
Steppenwolf ist das Debütalbum der gleichnamigen US-amerikanisch-kanadischen Rockband, das im Januar 1968 erschien.

## Entstehung und Veröffentlichung
Nachdem die ursprünglich aus Kanada stammende Band The Sparrows 1966 nach Kalifornien umgesiedelt war, bildete sich aus der Gruppe nach kleineren Umbesetzungen Steppenwolf. Bereits im Herbst 1967 fanden dann die Aufnahmen für Steppenwolf statt. Das Album wurde in vier Tagen in den American Recording Co. Studios in Los Angeles fertiggestellt und erschien im Januar 1968.
Die Erstveröffentlichung von Steppenwolf erfolgte am 29. Januar 1968 bei den Musiklabels ABC Records und Dunhill Records. Das Album erschien in seiner Originalausführung als LP mit elf Titeln (Katalognummer: DSX-50 029). Im Jahr 1990 erschien diese bei MCA Records erstmals als CD-Ausführung (Katalognummer: MCD01857). Am 24. April 2013 erschien bei Geffen Records eine remasterte Fassung mit vier „Mono Single Versionen“ als Bonustitel (Katalognummer: UICY-75554).
Das Album besteht aus den zwei Coverversionen Hootchie Kootchie Man und Sookie, Sookie sowie neun Neukompositionen. Die meisten Neukompositionen entstammen von Steppenwolf-Frontmann John Kay sowie weiteren Autoren. Für die Produktion aller Lieder zeichnete alleine Gabriel Mekler verantwortlich, der zudem am Schreibprozess von 	Everybody’s Next One und Take What You Need beteiligt war. Es enthält mit The Pusher und Born to Be Wild zwei Lieder, die bereits während der Dreharbeiten des Films Easy Rider im Frühjahr 1968 den Rohschnitten unterlegt wurden und ein Jahr später sowohl im Film als auch auf der Soundtrack-LP waren.

## Titelliste
Seite 1
1. Sookie Sookie (Don Covay, Steve Cropper) – 3:12
2. Everybody’s Next One (Kay, Gabriel Mekler) – 2:53
3. Berry Rides Again (Kay) – 2:45
4. Hoochie Coochie Man (Willie Dixon) – 5:07
5. Born to Be Wild (Mars Bonfire) – 3:28
6. Your Wall’sToo High (Kay) – 5:40

Seite 2
1. Desperation (Kay) – 5:45
2. The Pusher (Hoyt Axton) – 5:43
3. A Girl I Knew (Morgan Cavett, Kay) – 2:39
4. Take What You Need (Kay, Mekler) – 3:28
5. The Ostrich (Kay) – 5:43

Bonustitel (Remastered Edition)
1. Sookie Sookie (Mono Single Version)
2. Take What You Need (Mono Single Version)
3. Born To Be Wild (Mono Single Version)
4. Everybody’s Next One (Mono Single Version)[6]

## Besetzung
- Jerry Edmonton – Begleitgesang, Perkussion, Schlagzeug
- John Kay – Gesang, Gitarre, Mundharmonika
- Goldy McJohn – Begleitgesang, Klavier, Orgel
- Michael Monarch – Begleitgesang, Gitarre
- Rushton Moreve – Bass, Begleitgesang

## Singleauskopplungen
Die Single Born to Be Wild brachte der Gruppe ab Sommer 1968 großen kommerziellen Erfolg, denn sie entwickelte sich zur „weltweiten Jugend-Hymne“ über „Freiheit und Abenteuer“. Das Lied wurde vom Bruder des Schlagzeugers unter dem Pseudonym Mars Bonfire geschrieben und war vor dem Arrangement von Steppenwolf ursprünglich eine langsamere Ballade. Da in der zweiten Strophe eine Textzeile Heavy Metal Thunder lautet, wird der Song auch als Namensgeber für das Musikgenre Heavy Metal angesehen.
Die in der folgenden Single The Pusher enthaltene mehrfach wiederholte Textstelle God Damn führte im Amerika der späten 1960er Jahre zu Problemen, obwohl sie sich gegen den Konsum von Drogen richtet. Auf der Easy-Rider-Soundtrack-LP ist zwischen The Pusher und Born to Be Wild der Klang eines losfahrenden Motorrades enthaltenden. Dieser Toneffekt ist auch auf Steppenwolf-Greatest-Hits-CDs am Ende von The Pusher zu hören.
Singles in den Charts

| Jahr | Titel           | Höchstplatzierung, Gesamtwochen/‑monate, AuszeichnungChartplatzierungen (Jahr, Titel, , Platzierungen, Wochen/Monate, Auszeichnungen, Anmerkungen) | Höchstplatzierung, Gesamtwochen/‑monate, AuszeichnungChartplatzierungen (Jahr, Titel, , Platzierungen, Wochen/Monate, Auszeichnungen, Anmerkungen) | Höchstplatzierung, Gesamtwochen/‑monate, AuszeichnungChartplatzierungen (Jahr, Titel, , Platzierungen, Wochen/Monate, Auszeichnungen, Anmerkungen) | Höchstplatzierung, Gesamtwochen/‑monate, AuszeichnungChartplatzierungen (Jahr, Titel, , Platzierungen, Wochen/Monate, Auszeichnungen, Anmerkungen) | Höchstplatzierung, Gesamtwochen/‑monate, AuszeichnungChartplatzierungen (Jahr, Titel, , Platzierungen, Wochen/Monate, Auszeichnungen, Anmerkungen) | Anmerkungen                                                                                             |
| Jahr | Titel           | DE | AT | UK | US | CA | Anmerkungen                                                                                             |
| ---- | --------------- | --- | --- | --- | --- | --- | --- |
| 1967 | A Girl I Knew   | — | — | — | — | — | Erstveröffentlichung: Oktober 1967 B-Seite: The Ostrich                                                 |
| 1968 | Sookie Sookie   | — | — | — | — | — | Erstveröffentlichung: 3. Februar 1968 B-Seite: Take What You Need                                       |
| 1968 | Born To Be Wild | DE20 (1 Mt.)DE | AT20 (1 Mt.)AT | UK30 Platin · (9 Wo.)UK | US2 Gold · (13 Wo.)US | CA1 (11 Wo.)CA | Erstveröffentlichung: Mai 1968 B-Seite: Everybody’s next one Platz 14 der kanadischen Jahrescharts 1968 |
| 1968 | The Pusher      | — | — | — | — | — | B-Seite: Your Wall’s Too High, Single nur in UK veröffentlicht                                          |

## Rezensionen
Auf Allmusic schrieb Bruce Eder, das Album sei für ein Debüt überraschend stark, weil die Gruppe über ausgiebige Probeerfahrung verfügte, bevor sie unter Vertrag genommen wurde. Steppenwolf sei lauter und kräftiger als alles, was 1968 von einem Major-Label veröffentlicht wurde, obwohl John Kays Songwriting noch verbesserungsfähig war. Das beste Material auf dem Album sei eben nicht von Bandmitgliedern geschrieben worden, aber beim folgenden Longplayer würde das Texten und Komponieren auf Augenhöhe mit dem hohen musikalischen Können stehen. Eder hob Born to Be Wild als chartstürmenden Hit der Gegenkultur und Hippie-Bewegung hervor, der den Begriff Heavy Metal geprägt hätte. In der Bewertung bekam das Album vier von fünf Sternen.
George Starostin schrieb auf seiner Reviewseite, Steppenwolf sei vermutlich deshalb eines der klassischen Alben der Rockgeschichte, da der Ruhm von Born to Be Wild auf das Album abgestrahlt hätte. Er erwähnte die Theorie, dass die aus dem Lied stammende Textzeile I like smoke and lightning, heavy metal thunder dem Musikgenre Heavy Metal seinen Namen gegeben hätte. Die restlichen Lieder des Albums wären jedoch unfrische Abkömmlinge und bereits bekannt, nur Sookie Sookie, The Pusher und The Ostrich seien hier die Ausnahme. Letzteres wäre schneller als fast alles andere auf Steppenwolf und sei ein mit Adrenalin geladener Jam, der großartigen Garagen-Rock-’n’-Roll zeige. Vor Motörhead, die diese Herangehensweise in Besitz genommen hätten, wäre es nicht alltäglich gewesen einen solchen Gewittersturm zu begegnen. In der Bewertung erhielt das Album elf von fünfzehn Punkten.

## Kommerzieller Erfolg

### Chartplatzierungen
Steppenwolf avancierte zum Top-10-Erfolg in den US-amerikanischen Billboard 200.
| ChartsChartplatzierungen       | Höchstplatzierung | Wochen/ Monate |
| ------------------------------ | ----------------- | -------------- |
| Deutschland (GfK)              | 34 (1 Mt.)        | 1 Mt.          |
| Vereinigte Staaten (Billboard) | 6 (87 Wo.)        | 87 Wo.         |
| Vereinigtes Königreich (OCC)   | 59 (2 Wo.)        | 2 Wo.          |

### Auszeichnungen für Musikverkäufe
| Land/Region               | Auszeichnungen für Musikverkäufe (Land/Region, Auszeichnung, Verkäufe) | Verkäufe |
| ------------------------- | ---------------------------------------------------------------------- | -------- |
| Vereinigte Staaten (RIAA) | Gold                                                                   | 500.000  |
| Insgesamt                 | 1× Gold ·                                                              | 500.000  |